# Abdelghani Demmou
Abdelghani Demmou (Mohammadia, 29 de janeiro de 1989) é um futebolista profissional argelino que atua como defensor, atualmente defende o MC Alger.

## Carreira

### Rio 2016
Abdelghani Demmou fez parte do elenco da Seleção Argelina de Futebol nas Olimpíadas de 2016.